# Ratiaria
Ratiaria (oppure: Raetiaria, Retiaria, Reciaria, Razaria; in lingua bulgara Рациария - Raziaria; in lingua greca Ραζαρία μητρόπολις; più tardi Colonia Ulpia Traiana Ratiaria) fu una città fondata dal popolo dei Mesi nel IV secolo a.C., in seguito conquistata dai Daci di Burebista e dai Romani. Era situata lungo il fiume Danubio, alla confluenza con il torrente Archar, nei pressi dell'odierna Archar, città dell'odierna Bulgaria.

## Storia
Il primo coinvolgimento dei Romani si verificò nel 75 a.C., quando Gaio Scribonio Curione Burbuleio, prefetto della Macedonia, penetrò in questo territorio per allontanarne gli Scordisci, i Dardani e i Daci.
Solo durante il principato di Augusto, i Romani conquistarono la regione, che fu organizzata nella provincia di Mesia nel 6.
La città fu certamente meno importante delle vicine Sirmium, Viminacium e Naissus, ma la sua disposizione lungo il limes danubiano la rese un punto fondamentale per farvi soggiornare una legione (la legio V Macedonica), almeno fino alla conquista della Dacia (101-106 d.C.), e soprattutto una flotta militare della Classis Moesica a partire da Vespasiano.
Dopo questa data il vecchio castra fu abbandonato e divenne colonia con il nome di Colonia Ulpia Traiana Ratiaria (107 d.C.), almeno fino all'abbandono definitivo della Dacia romana, avvenuto 165 anni più tardi, nel 271 da parte di Aureliano. In seguito a questi eventi la vecchia fortezza legionaria fu riaperta e seguì le sorti dell'Impero romano d'Oriente.